# Важкі крейсери типу «Йорк»
Важкі крейсери типу «Йорк» (англ. York-class cruiser) — тип військових кораблів, важких крейсерів, що випускалися британськими суднобудівельними компаніями на початку 1930-х років для Королівського військово-морського флоту Великої Британії.
Крейсери типу «Йорк» стали останніми важкими крейсерами Об'єднаного Королівства. Спочатку планувалося побудувати 7 кораблів даного типу, однак, було побудовано лише 2 одиниці — «Йорк» (York), «Ексетер» (Exeter). У 1930 році Велика Британія підписала Лондонський морський договір, який обмежував кількість важких крейсерів. Унаслідок цього, після завершення будівництва крейсера «Ексетер», ліміт був вичерпаний і нові важкі крейсери вже не будувалися.
Крейсери несли активну службу з перших днів Другої світової війни. У вересні 1939 року «Ексетер» узяв участь у бою біля Ла-Плати з німецьким «кишеньковим» лінкором «Адмірал граф Шпее», де дістав важких пошкоджень. У лютому 1942 року він був пошкоджений у битві у Яванському морі, намагаючись дістатися Зондської протоки, «Ексетер» був перехоплений японськими важкими крейсерами й есмінцями та затоплений у ході битви в Яванському морі.
У березні 1941 року «Йорк» був підірваний італійськими моторними човнами типу «MT» X флотилії МАС Юніо Боргезе у бухті Суда-бей, після чого викинувся на мілину, де у травні того ж року остаточно зруйнований німецькими літаками.

## Список крейсерів типу «Йорк»
|           | На честь | Верф                                           | Закладений     | Спущений на воду | Введений до строю | Статус |
| --------- | -------- | ---------------------------------------------- | -------------- | ---------------- | ----------------- | --- |
| «Йорк»    | Йорк     | Palmers Shipbuilding and Iron Company, Джарроу | 16 травня 1927 | 17 лютого 1928   | 6 червня 1930     | 26 березня 1941 року підірваний італійськими моторними човнами типу «MT» У травні знищений німецькою авіацією                     |
| «Ексетер» | Ексетер  | HMNB Devonport, Девонпорт                      | 1 серпня 1928  | 18 липня 1929    | 27 липня 1931     | 27 лютого 1942 року пошкоджений у битві у Яванському морі. 1 березня потоплений у другій битви в Яванському морі японським флотом |